# Bernhardt Møller Sørensen
Bernhardt Møller Sørensen (30. november 1908 - 2. juli 1958) var en dansk roer fra København, bror til Sigfred Sørensen. Han var medlem af Københavns Roklub i Sydhavnen.
Sørensen deltog i otter ved OL 1928 i Amsterdam, første gang Danmark stillede op i roning ved OL. Bådens øvrige besætning bestod af hans bror Sigfred Sørensen, samt Svend Aage Grønvold, Ernst Friborg Jensen, Knud Olsen, Georg Sjøht, Carl Schmidt, Willy Sørensen og styrmand Harry Gregersen. Danskerne blev i 1. runde besejret med 5,8 sekunder af de senere bronzevindere fra Canada, inden de roede et opsamlingsheat uden andre deltagere. I 2. runde tabte danskerne med hele 13,4 sekunder til de senere guldvindere fra USA og var dermed ude af konkurrencen.
Sørensen vandt desuden en EM-bronzemedalje i otter ved EM 1930 i Liège, og en sølvmedalje i samme disciplin ved EM 1934 i Luzern.